# 川东龙胆
川东龙胆（学名：Gentiana arethusae）是龙胆科龙胆属的植物，是中国的特有植物。分布于中国大陆的四川等地，生长于海拔2,000米至3,000米的地区，一般生于山坡草地，目前尚未由人工引种栽培。

## 异名
- Gentiana arethusae Burk. var. delicatula Marq.
- Gentiana heptaphylla Balf. f. et Forrest
- Gentiana subocculta Marq.